# رابيدز ديس دواتشيمس (كيبك)
رابيدز ديس دواتشيمس (بالإنجليزية: Rapides-des-Joachims, Quebec)‏ هي بلدية محلية في كيبيك تقع في كندا . يقدر عدد سكانها بـ 131 نسمة ومساحتها 257.10 كم2 .

## المناخ
يظهر الجدول التالي التغييرات المناخية على مدار السنة لرابيدز ديس دواتشيمس:
| البيانات المناخية لـرابيدز ديس دواتشيمس | البيانات المناخية لـرابيدز ديس دواتشيمس | البيانات المناخية لـرابيدز ديس دواتشيمس | البيانات المناخية لـرابيدز ديس دواتشيمس | البيانات المناخية لـرابيدز ديس دواتشيمس | البيانات المناخية لـرابيدز ديس دواتشيمس | البيانات المناخية لـرابيدز ديس دواتشيمس | البيانات المناخية لـرابيدز ديس دواتشيمس | البيانات المناخية لـرابيدز ديس دواتشيمس | البيانات المناخية لـرابيدز ديس دواتشيمس | البيانات المناخية لـرابيدز ديس دواتشيمس | البيانات المناخية لـرابيدز ديس دواتشيمس | البيانات المناخية لـرابيدز ديس دواتشيمس | البيانات المناخية لـرابيدز ديس دواتشيمس |
| الشهر                                   | يناير                                   | فبراير                                  | مارس                                    | أبريل                                   | مايو                                    | يونيو                                   | يوليو                                   | أغسطس                                   | سبتمبر                                  | أكتوبر                                  | نوفمبر                                  | ديسمبر                                  | المعدل السنوي                           |
| --------------------------------------- | --------------------------------------- | --------------------------------------- | --------------------------------------- | --------------------------------------- | --------------------------------------- | --------------------------------------- | --------------------------------------- | --------------------------------------- | --------------------------------------- | --------------------------------------- | --------------------------------------- | --------------------------------------- | --------------------------------------- |
| الدرجة القصوى °م (°ف)                   | 8.0 (46.4)                              | 15.0 (59.0)                             | 21.0 (69.8)                             | 31.0 (87.8)                             | 38.9 (102.0)                            | 36.0 (96.8)                             | 39.0 (102.2)                            | 37.5 (99.5)                             | 34.5 (94.1)                             | 28.0 (82.4)                             | 18.3 (64.9)                             | 13.5 (56.3)                             | 39.0 (102.2)                            |
| متوسط درجة الحرارة الكبرى °م (°ف)       | −6.7 (19.9)                             | −3.4 (25.9)                             | 3.0 (37.4)                              | 11.1 (52.0)                             | 19.2 (66.6)                             | 24.0 (75.2)                             | 26.3 (79.3)                             | 24.9 (76.8)                             | 19.6 (67.3)                             | 12.0 (53.6)                             | 4.0 (39.2)                              | −3 (27)                                 | 10.9 (51.6)                             |
| المتوسط اليومي °م (°ف)                  | −12.1 (10.2)                            | −9.7 (14.5)                             | −3.3 (26.1)                             | 4.9 (40.8)                              | 12.3 (54.1)                             | 17.3 (63.1)                             | 19.8 (67.6)                             | 18.7 (65.7)                             | 14.0 (57.2)                             | 7.3 (45.1)                              | −0.1 (31.8)                             | −7.5 (18.5)                             | 5.1 (41.2)                              |
| متوسط درجة الحرارة الصغرى °م (°ف)       | −17.6 (0.3)                             | −16.0 (3.2)                             | −9.6 (14.7)                             | −1.3 (29.7)                             | 5.4 (41.7)                              | 10.5 (50.9)                             | 13.3 (55.9)                             | 12.4 (54.3)                             | 8.4 (47.1)                              | 2.4 (36.3)                              | −3.7 (25.3)                             | −12 (10)                                | −0.6 (30.9)                             |
| أدنى درجة حرارة °م (°ف)                 | −40.0 (−40.0)                           | −37 (−35)                               | −37 (−35)                               | −19.0 (−2.2)                            | −8 (18)                                 | −2 (28)                                 | 3.5 (38.3)                              | 0.0 (32.0)                              | −3.0 (26.6)                             | −11.1 (12.0)                            | −27.2 (−17.0)                           | −35.5 (−31.9)                           | −40 (−40)                               |
| الهطول مم (إنش)                         | 60.9 (2.40)                             | 52.5 (2.07)                             | 56.7 (2.23)                             | 60.8 (2.39)                             | 83.7 (3.30)                             | 89.0 (3.50)                             | 83.7 (3.30)                             | 89.9 (3.54)                             | 86.6 (3.41)                             | 87.0 (3.43)                             | 77.4 (3.05)                             | 66.6 (2.62)                             | 894.7 (35.22)                           |
| المصدر: Environment Canada              |                                         |                                         |                                         |                                         |                                         |                                         |                                         |                                         |                                         |                                         |                                         |                                         |                                         |